# Sinocyclocheilus furcodorsalis
Sinocyclocheilus furcodorsalis är en fiskart som beskrevs av Chen, Yang och Lan, 1997. Sinocyclocheilus furcodorsalis ingår i släktet Sinocyclocheilus och familjen karpfiskar. Inga underarter finns listade i Catalogue of Life.